# Leclercera niuqu
Leclercera niuqu is een spinnensoort uit de familie Psilodercidae. De wetenschappelijke naam van de soort werd voor het eerst geldig gepubliceerd in 2018 door F. Y. Li en S. Q. Li.